# 野田笛浦
野田 笛浦（のだ てきほ、寛政11年6月21日（1799年7月23日） - 安政6年7月21日（1859年8月19日））は、江戸時代後期の儒学者、漢文家。名は逸、字は子明で、通称は希一。別号に海紅園という。斎藤拙堂・篠崎小竹・坂井虎山とともに文章四名家と称された。日本画家の野田九浦、脚本家の野田高梧は孫にあたる。

## 生涯
丹後田辺藩の藩士の家に生まれる。13歳の時から江戸で古賀精里・古賀侗庵に学ぶ。昌平黌では落合雙石の後任として書生寮舎長に推挙される。文政9年（1826年）に漂着した清国商人を送還する事務を幕府から命ぜられ、清水港からその清国船に同乗して長崎まで行った。この時に清人と筆談した記録をもとに『得泰船筆語』を著し有名になる。安政4年（1857年）に田辺藩家老となり、藩政改革に尽力する。安政6年（1859年）7月21日死去。享年61。無常院（舞鶴市大野辺地区）に葬られる(現在は廃寺となり墓のみがある)。
幕末期には“丹後田辺に過ぎたるものは時の太鼓に野田希一”という箱根峠の馬子唄によって知られた。門下には小永井小舟・岡田篁所・森琴石などがいる。
大正8年（1919年）、正五位を追贈された。

## 家族
- 長男・野田鷹雄（1846年生） ‐ 函館税関長。元田辺藩士。明治2年慶應義塾入門、明治6年租税寮出仕、明治16年大蔵権少書記官となり、翌年より函館税関長。岳父に白石千別。[2][3][4]
- 孫・野田鶴雄（1875－1936） ‐ 鷹雄の長男。軍人（海軍造兵中将）、工学博士。東京帝国大学工科大学造兵科卒業後、呉海軍工廠製鋼部長、欧州駐在造兵監督官、東京造兵廠長、海軍技術研究所長などを歴任し、退役後は日本製鉄常務。岳父に岡保義。[4][5]
- 孫・野田九浦 ‐ 鶴雄の弟。画家。[4]
- 孫・野田高梧 ‐ 鶴雄の弟。脚本家。娘婿に山内久。[4]
- 孫・操（1883年生） ‐ 鶴雄の妹。日下部義太郎の妻。[4]
- 孫・友枝 ‐ 鶴雄の妹。木暮理太郎の妻。[6]

## 著作
- 『笛浦詩文集』4巻
- 『北越詩草』1巻
- 『笛浦小稿』1巻
- 『得泰船筆語』2巻
- 『海紅園小稿』1巻